# Szpara w Zagonnej Turni
Szpara w Zagonnej Turni (Szpara Shazzy) – jaskinia w Dolinie Małej Łąki w Tatrach Zachodnich. Wejście do nie znajduje się pod północno-wschodnią ścianą Zagonnej Turni, na wysokości 1640 m n.p.m. Długość jaskini wynosi 20 metrów, a jej deniwelacja 15 metrów.

## Opis jaskini
Jaskinią jest szczelina, która na początku ma kształt schodzącej w dół pochylni, a potem staje się pionową szczelinową studzienką kończącą się po kilkunastu metrach.
Na początku studzienki odchodzi z niej na lewo krótki korytarzyk.

## Przyroda
Nacieki i roślinność w jaskini nie występują. Ściany są mokre.

## Historia odkryć
Otwór jaskini zauważył w 1994 roku A. Kurowski wspinając się na Zagonnej Turni. W 1996 roku jaskinię zbadał S. Stefański.
Do tej pory nie sporządzono planu ani opisu jaskini.